# Yiff

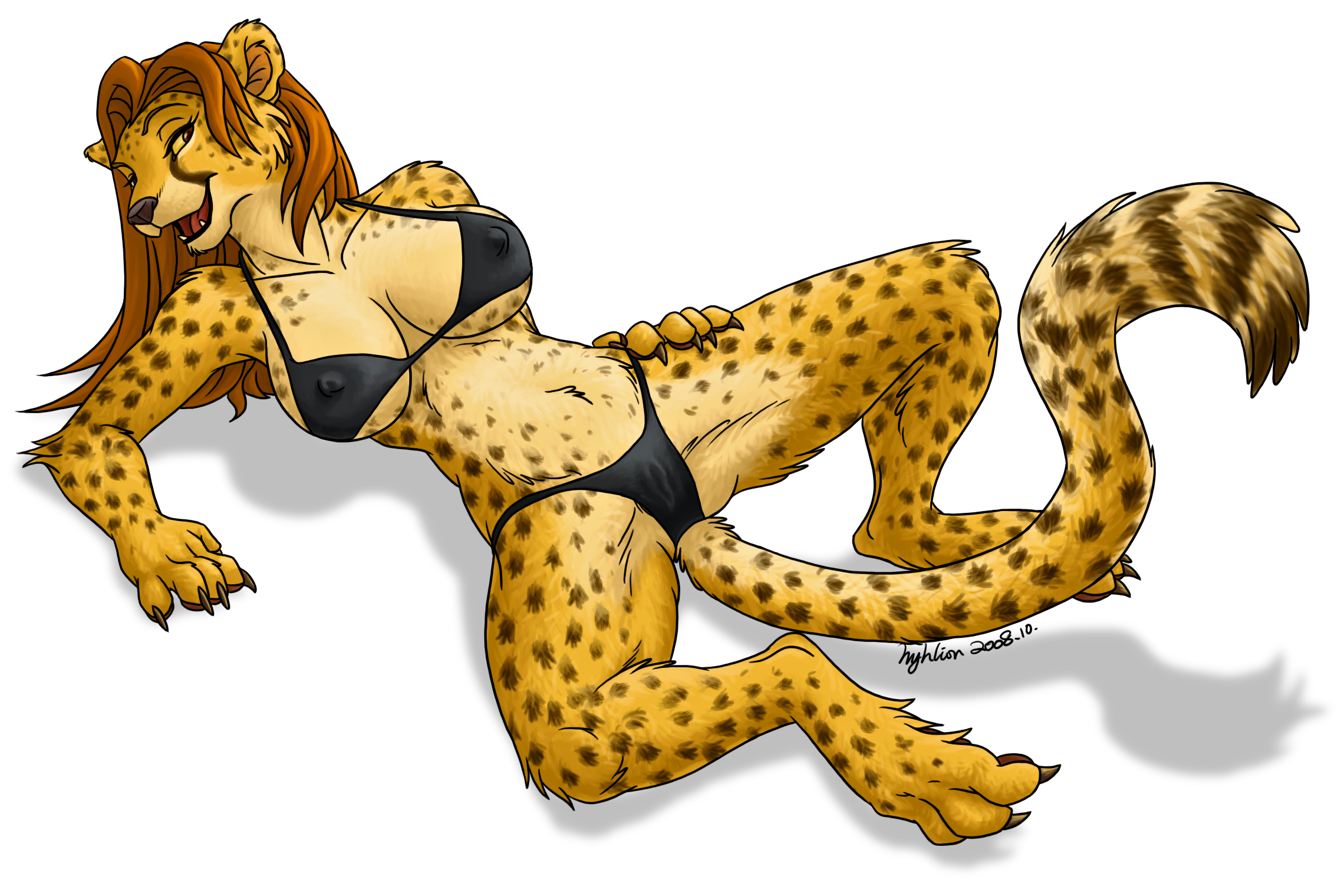
Un exemple de Yiff.

Yiff est au départ une onomatopée, dans la culture furry, émis par les renards.
Au fil du temps, par substitution, il est devenu un terme employé dans le fandom furry pour désigner le contenu pornographique entre furries.
Les conventions furry ont des politiques régissant l'endroit où le yiff peut être exposées ou vendues sous forme de dessin.

## Utilisation en dehors du fandom furry
Le terme est également utilisé dans la communauté fétichiste des peluches. Il est aussi utilisé comme un moyen d'insulter les membres de la communauté furry, comme dans l'expression "Yiff in hell" ("Le yiff en enfer" en français).

## Origine
L'origine du terme n'est pas claire mais il est très probable qu'il provienne du Foxish, un langage construit inventé pour être utilisé lors des jeux de rôle furry en ligne. Il était à l'origine conçu comme une expression générale d'excitation ou de bonheur, mais a été confondu avec le terme yipp, ayant des implications sexuelles.

## Voir également